# Danh sách đảo ở Puerto Rico
Dưới đây là danh sách các đảo ở Puerto Rico.
- Arecibo
  - Los Negritos
  - Roca Cocinera
  - Roca Resuello
  - Tres Hermanas
- Barceloneta
  - Tres Hermanos
- Bayamón
  - Isla San Juan
- Cabo Rojo
  - Cayo Fanduca
  - Isla de Ratones
  - Roca Ola
  - Roca Velasquez
- Camuy
  - Penon Brusi
  - Penon de Afuera
- Carolina
  - Isla Verde
  - Islote Numero dos
- Ceiba
  - Cabeza de Perro
  - Cayo Cabritas
  - Cayo Pinerito
  - Isla de Cabras
  - Isla Pineros
  - Las Lavanderas del Este
  - Las Lavanderas del Oeste
  - Piragua de Adentro
  - Piragua de Afuera
- Culebra
  - Alcarraza
  - Cayo Ballena
  - Cayo Botella
  - Cayo de Luis Peña
  - Cayo del Agua
  - Cayo Lobito
  - Cayo Lobo
  - Cayo Matojo
  - Cayo Norte
  - Cayo Pirata
  - Cayo Raton
  - Cayo Sombrerito
  - Cayo Tiburon
  - Cayo Verde
  - Cayo Yerba
  - Cayos Geniqui
  - El Ancon
  - El Mono
  - Isla Culebrita
  - Isla de Culebra
  - Las Hermanas
  - Los Gemelos
  - Pela
  - Pelaita
  - Piedra del Norte
  - Piedra Stevens
  - Roca Culumna
  - Roca Speck
- Fajardo
  - Cayo Ahogado
  - Cayo Diablo
  - Cayo Icacos
  - Cayo Largo
  - Cayo Lobos
  - Cayo Obispo
  - Cayo Ratones
  - Isla de Ramos
  - Isla Palominitos
  - Isla Palominos
  - La Blanquilla
  - La Cordillera
  - Las Cucarachas
  - Los Farallones
- Guánica
  - Cayo Don Luis
  - Cayo Terremoto
  - Cayos de Caña Gorda
  - Đảo Gilligans = Cayo Aurora = Cayo Caña Gorda
  - Isla Ballena
- Guayama
  - Cayo Caribes
  - Mata Redonda
- Guayanilla
  - Cayo Maria Langa
  - Cayo Mata
- Humacao
  - Cayo Batata
  - Cayo Santiago (Đảo Monkey)
- Juana Diaz
  - Cayo Berberia
- Lajas
  - Cayo Bayo
  - Cayo Caracoles
  - Cayo Collado
  - Cayo Corral
  - Cayo Enrique
  - Cayo Mata Seca
  - Cayo Vieques
  - Isla Cueva
  - Isla Guayacan
  - Isla Magueyes
  - Isla Matei
- Loiza
  - Isla La Cancora
  - Islote de Juan Perez
  - Punta Larga
  - Punta Mosquitos
- Mayagüez
  - Đảo Desecheo
  - Mona
  - Đảo Monito
- Nagüabo
  - Bajo Evelyn
  - Cayo Algodones
- Orocovis
  - Isla de Puerto Rico
- Peñuelas
  - Cayos Caribe
  - Cayo Palomas
  - Cayo Parguera
  - Cayo Rio
- Ponce
  - Cayo Arenas
  - Isla de Cardona
  - Isla de Ratones
  - Isla del Erio
  - Isla del Frio
  - Isla Caja de Muertos
  - Isla Morrillito
- Salinas
  - Cayo Mata
  - Cayo Morrillo
  - Cayo Puerca
  - Cayos de Barca
  - Cayos de Pajaros
  - Cayos de Ratones
- San Juan
  - Isla Guachinanga
  - Isla Piedra
  - Penon de San Jorge
- Santa Isabel
  - Cayo Alfenique
  - Cayos Cabezazos
  - Cayos de Caracoles
  - Isla Puerca
- Toa Baja
  - Isla de Cabras
  - Isla de las Palomas
  - Las Cabritas
- Vega Baja
  - Isla de Cerro Gordo
  - Isletas de Garzas
- Vieques
  - Cayo Chiva
  - Cayo de Tierra
  - Cayo Jalova
  - Cayo Jalovita
  - Cayo Real
  - Isla Chiva
  - Isla de Vieques
  - Isla Yallis
  - Roca Alcatraz
  - Roca Cucaracha